# Persone di nome José/Ciclisti su strada
| Questa pagina contiene informazioni ricavate automaticamente dalle voci biografiche con l'ausilio del template Bio e di un bot. L'aggiornamento è periodico e automatico e ricostruisce completamente la pagina. Se manca una persona in questa lista, sei pregato di non aggiungerla, ma accertati piuttosto che la sua voce biografica contenga il template Bio e che i dati anagrafici siano correttamente compilati. Se il template Bio manca, inseriscilo tu stesso o, in alternativa, metti l'avviso {{tmp\|Bio}} che ne segnala la mancanza. Se i dati riportati sono sbagliati, correggi direttamente la voce biografica; le modifiche saranno visibili in questa lista entro pochi giorni. Per chiarimenti vedi il progetto antroponimi. La lista contiene solo le 52 persone che sono citate nell'enciclopedia e per le quali è stato implementato correttamente il template Bio. Pagina aggiornata al 22 gen 2025. |

Questa è una lista di persone presenti nell'enciclopedia che hanno il nome José e sono ciclisti su strada.

## A(1)
- José Luis Abilleira, ex ciclista su strada spagnolo (Madrid, n. 1947)

## B(2)
- José Alberto Benítez, ex ciclista su strada spagnolo (Chiclana de la Frontera, n. 1981)
- José Beyaert, ciclista su strada francese (Lens, n. 1925 - La Rochelle, † 2005)

## C(5)
- José Luis Carrasco, ex ciclista su strada spagnolo (Jaén, n. 1982)
- José Castelblanco, ex ciclista su strada colombiano (Umbita, n. 1969)
- José Catieau, ciclista su strada francese (Coutiches, n. 1946 - San Quintino, † 2023)
- José Enrique Cima, ex ciclista su strada, dirigente sportivo e giornalista spagnolo (Lugones, n. 1952)
- José Martín Colmenarejo, ciclista su strada spagnolo (Madrid, n. 1936 - Soria, † 1995)

## D(1)
- José Manuel Díaz, ciclista su strada spagnolo (Jaén, n. 1995)

## E(2)
- José Miguel Elías, ex ciclista su strada spagnolo (Saragozza, n. 1977)
- José Antonio Espinosa, ciclista su strada spagnolo (Tomelloso, n. 1969 - Madrid, † 1996)

## F(3)
- Martín Farfán, ex ciclista su strada colombiano (Facatativá, n. 1965)
- José Manuel Fuente, ciclista su strada e dirigente sportivo spagnolo (Limanes, n. 1945 - Oviedo, † 1996)
- José Martins, ex ciclista su strada portoghese (Fafe, n. 1951)

## G(10)
- José Manuel García, ex ciclista su strada spagnolo (Avilés, n. 1951)
- José Javier Gómez, ex ciclista su strada spagnolo (Cuéllar, n. 1974)
- José Gómez del Moral, ciclista su strada spagnolo (Cabra, n. 1931 - Sogamoso, † 2021)
- José Ángel Gómez Marchante, ex ciclista su strada spagnolo (San Sebastián de los Reyes, n. 1980)
- José Jaime González, ex ciclista su strada colombiano (Sogamoso, n. 1968)
- Ramón González Arrieta, ex ciclista su strada spagnolo (Bilbao, n. 1967)
- José Antonio González, ex ciclista su strada, pistard e dirigente sportivo spagnolo (San Felices de Buelna, n. 1946)
- José Gonçalves, ciclista su strada portoghese (Barcelos, n. 1989)
- José Enrique Gutiérrez, ex ciclista su strada spagnolo (Valencia, n. 1974)
- José Gómez Lucas, ciclista su strada spagnolo (Navalcarnero, n. 1944 - Navalcarnero, † 2014)

## H(1)
- José Herrada, ex ciclista su strada spagnolo (Cuenca, n. 1985)

## J(1)
- José María Jiménez, ciclista su strada spagnolo (El Barraco, n. 1971 - Madrid, † 2003)

## L(2)
- José Luis Laguía, ex ciclista su strada spagnolo (Pedro Muñoz, n. 1959)
- José Manuel Lasa, ciclista su strada spagnolo (Oiartzun, n. 1939)

## M(3)
- José Alberto Martínez, ex ciclista su strada spagnolo (San Sebastián, n. 1975)
- José Antonio Momeñe, ciclista su strada spagnolo (Zierbena, n. 1940 - Barakaldo, † 2010)
- Reynel Montoya, ex ciclista su strada colombiano (San Vicente, n. 1959)

## N(2)
- José Luis Navarro, ex ciclista su strada e pistard spagnolo (Madrid, n. 1962)
- José Nazabal, ex ciclista su strada spagnolo (Zaldivia, n. 1951)

## P(4)
- José Mendes, ciclista su strada portoghese (Guimarães, n. 1985)
- José Félix Parra, ciclista su strada spagnolo (Ossa de Montiel, n. 1997)
- José Antonio Pecharromán, ex ciclista su strada spagnolo (Cáceres, n. 1978)
- José Pérez Francés, ciclista su strada spagnolo (Peñacastillo, n. 1936 - Barcellona, † 2021)

## R(5)
- José Recio, ex ciclista su strada spagnolo (Fernán-Núñez, n. 1957)
- Francisco Rodríguez, ex ciclista su strada colombiano (Duitama, n. 1960)
- José Joaquín Rojas, ex ciclista su strada spagnolo (Cieza, n. 1985)
- José Luis Rubiera, ex ciclista su strada spagnolo (Gijón, n. 1973)
- José Rujano, ex ciclista su strada venezuelano (Santa Cruz de Mora, n. 1982)

## S(6)
- José Samyn, ciclista su strada e pistard belga (Quiévrechain, n. 1946 - Gand, † 1969)
- José Luis Santamaría, ex ciclista su strada spagnolo (Valladolid, n. 1968)
- José Ángel Sarrapio, ex ciclista su strada spagnolo (Las Arenas, n. 1959)
- José Segú, ciclista su strada spagnolo (La Garriga, n. 1935 - La Garriga, † 2010)
- José Serpa, ciclista su strada e pistard colombiano (Corozal, n. 1979)
- José Serra Gil, ciclista su strada spagnolo (Amposta, n. 1923 - † 2002)

## U(3)
- José Manuel Uría, ex ciclista su strada spagnolo (Gijón, n. 1969)
- José Ramón Uriarte, ex ciclista su strada spagnolo (Igorre, n. 1967)
- José Luis Uribezubia, ex ciclista su strada spagnolo (Berriz, n. 1945)

## V(1)
- José Luis Viejo, ciclista su strada spagnolo (Azuqueca de Henares, n. 1949 - Azuqueca de Henares, † 2014)